# E3 Prijs Vlaanderen 1999
L'E3 Prijs Vlaanderen 1999, quarantaduesima edizione della corsa, fu disputato il 27 marzo 1999 per un percorso di 206 km. Fu vinto dal belga Peter Van Petegem, giunto al traguardo con in 4h39'10" alla media di 44,301 km/h, precedendo i connazionali Andrei Tchmil e Frank Vandenbroucke.
Dei 188 ciclisti partiti da Harelbeke furono in 58 a portare a termine la gara.

## Ordine d'arrivo (Top 10)
| Pos. | Corridore           | Squadra      | Tempo    |
| ---- | ------------------- | ------------ | -------- |
| 1    | Peter Van Petegem   | TVM          | 4h39'10" |
| 2    | Andrei Tchmil       | Lotto        | s.t.     |
| 3    | Frank Vandenbroucke | Cofidis      | s.t.     |
| 4    | Michele Bartoli     | Mapei        | s.t.     |
| 5    | Tom Steels          | Mapei        | a 18"    |
| 6    | Lars Michaelsen     | FDJ          | s.t.     |
| 7    | Michel Vanhaecke    | Tönissteiner | s.t.     |
| 8    | Gabriele Balducci   | Navigare     | s.t.     |
| 9    | Bert Dietz          | Nürnberger   | s.t.     |
| 10   | Juris Silovs        | Home-J&J     | s.t.     |